# York United Football Club
Ne doit pas être confondu avec York City Football Club.
Maillots
Le York United FC (anciennement « York9 FC ») est un club professionnel de soccer basé à North York, en banlieue de Toronto au Canada.
Fondé le 5 mai 2018, le club joue en 2019 sa première saison dans la Première ligue canadienne de soccer (CPL). Les matchs locaux du York United FC sont disputés sur le campus de l'Université York, au York Lions Stadium, dont les gradins peuvent accueillir 8 000 spectateurs.

## Histoire
Le 5 mai 2018, l'Association canadienne de soccer approuve la formation de quatre clubs qui vont éventuellement faire partie de la future Première ligue canadienne de soccer (CPL), à Halifax, Calgary, York et dans une région non spécifiée de la Colombie-Britannique identifiée par l'appellation « Port City ».
Le 10 mai 2018, la Première ligue canadienne annonce que le York9 FC sera l'une des équipes qui disputera la première saison du championnat en 2019. Il s'agit du premier club annoncé par la ligue et les couleurs ainsi que l'identité sont dévoilés. Le nom de York9 fait référence à la municipalité régionale d'York et aux neuf communes la composant.
En vue de sa saison inaugurale, York9 présente son premier entraîneur le 27 juillet 2018, en la personne de Jim Brennan, international canadien et natif de Toronto. La toute première rencontre du York9 FC est aussi celle de la Première ligue canadienne, elle se déroule le 27 avril 2019 à l'occasion d'un affrontement face au Forge FC, dans ce qui devient le 905 Derby (en). Au terme de la partie, les deux équipes se quittent avec un verdict nul 1-1 et ouvrent une nouvelle page de l'histoire du soccer canadien pour une première rencontre depuis la Ligue canadienne de soccer en 1992.
Au cours de ses deux premières saisons, le club ne parvient pas à se qualifier en séries éliminatoires. Le 11 décembre 2020, le club adopte un nouveau nom, le  « York United FC » afin de dépasser les frontières de la municipalité régionale et pour représenter la grande région de Toronto dans son ensemble.
Lors de la saison 2021, York United conclut l'exercice à la quatrième place et se qualifie pour les séries de fin de saison. Confronté à son plus proche rival, le Forge FC, en demi-finale, le club est éliminé par la marque de 3-1. En fin de contrat à l'issue de cette saison, Jim Brennan quitte le club le 23 novembre 2021 avant d'être remplacé par Martin Nash le 21 décembre suivant. Ce dernier connait une première saison difficile en 2022 et ne parvient pas à qualifier son équipe pour les séries éliminatoires.

## Couleurs et logos

Logo du York9 FC jusqu'au 11 décembre 2020.

## Palmarès et records

### Bilan par saison
| Saison | Tournoi          | Saison régulière | Saison régulière | Saison régulière | Saison régulière | Saison régulière | Saison régulière | Saison régulière | Position | Position | Séries éliminatoires | Championnat canadien | CONCACAF     | Affl. moy. saison rég. | Affl. moy. séries éli. |
| Saison | Tournoi          | M                | V                | N                | D                | BP               | BC               | Pts              | Conf.    | Ligue    | Séries éliminatoires | Championnat canadien | CONCACAF     | Affl. moy. saison rég. | Affl. moy. séries éli. |
| ------ | ---------------- | ---------------- | ---------------- | ---------------- | ---------------- | ---------------- | ---------------- | ---------------- | -------- | -------- | -------------------- | -------------------- | ------------ | ---------------------- | ---------------------- |
| 2019   | Printemps        | 10               | 2                | 5                | 3                | 9                | 11               | 11               | 6e/7     | 3e/7     | Non qualifié         | Troisième tour       | Non éligible | 2 668                  | N/Q                    |
| 2019   | Automne          | 18               | 7                | 2                | 9                | 30               | 26               | 23               | 3e/7     | 3e/7     | Non qualifié         | Troisième tour       | Non éligible | 2 668                  | N/Q                    |
| 2020   | The Island Games | 7                | 2                | 4                | 1                | 8                | 7                | 10               | -        | 5e/8     | Non qualifié         | Non qualifié         | Non qualifié | N/A                    | N/A                    |
| 2021   | -                | 28               | 8                | 12               | 8                | 25               | 39               | 36               | -        | 4e/8     | Demi-finale          | Quarts de finale     | Non qualifié | 1 118                  | N/A                    |
| 2022   | -                | 28               | 9                | 7                | 12               | 31               | 37               | 34               | -        | 6e/8     | Non qualifié         | Demi-finale          | Non qualifié | 1 234                  | N/Q                    |
| 2023   | -                | En cours         | En cours         | En cours         | En cours         | En cours         | En cours         | En cours         | -        | /8       | À venir              | En cours             | Non qualifié |                        |                        |

#### Meilleurs buteurs par saison
| Saison | Meilleurs buteurs | Meilleurs buteurs |
| Saison | Joueurs           | Buts              |
| ------ | ----------------- | ----------------- |
| 2019   | Rodrigo Gattas    | 11                |
| 2020   | Joseph Di Chiara  | 3                 |
| 2021   | Diyaeddine Abzi   | 6                 |
| 2021   | Álvaro Rivero     | 6                 |
| 2021   | Lowell Wright     | 6                 |
| 2022   | Osaze de Rosario  | 13                |